# Bradley Steven Perry

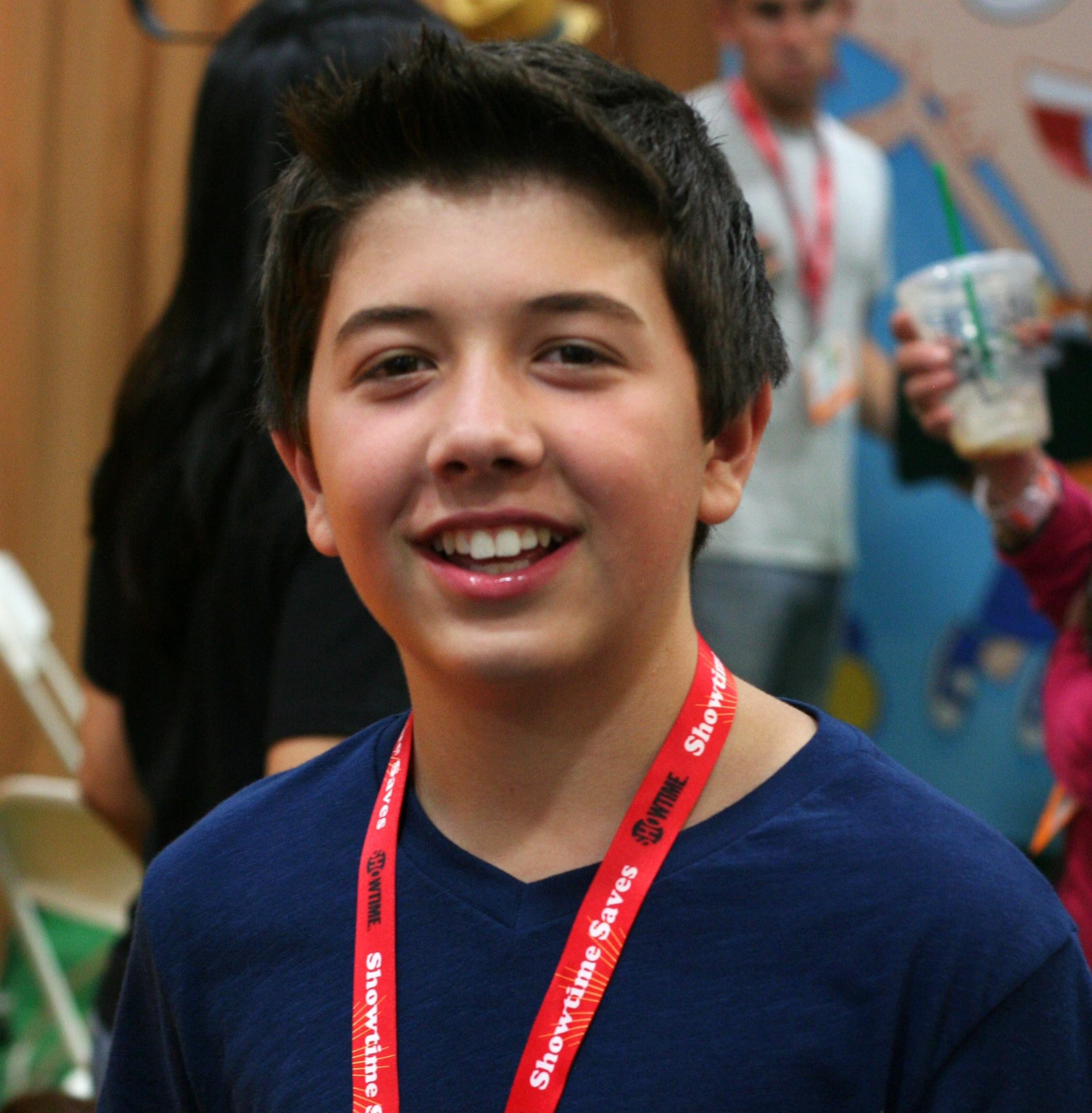
Bradley Steven Perry (2011)

Bradley Steven Perry (* 23. November 1998) ist ein US-amerikanischer Schauspieler. Bekanntheit erlangte er vor allem durch seine Rolle des Gabriel „Gabe“ Duncan in der Fernsehserie Meine Schwester Charlie, für die er unter anderem im Jahr 2011 für einen Young Artist Award nominiert wurde.

## Leben und Karriere
Geboren wurde der sportbegeisterte Bradley Steven Perry im November des Jahres 1998, er hat drei ältere Schwestern. Seine ersten nennenswerten Auftritte hatte er im Jahr 2007 im Fernsehdrama Choose Connor und im Kurzfilm Magnificent Max. Bereits im Folgejahr 2008 hatte er seinen ersten Auftritt in einer Fernsehserie, als er in einer Episode der erfolgreichen Serie Without a Trace – Spurlos verschwunden eingesetzt wurde. Die bis heute wohl erfolgreichste Zeit Perrys begann im Jahre 2009, wo er gleich in vier verschiedenen Filmen zum Einsatz kam und außerdem noch in einer der Hauptrollen in der Serie Meine Schwester Charlie in Erscheinung trat. In den vier Spielfilmen The Goods – Schnelle Autos, schnelle Deals, Opposite Day, Who Shot Mamba? und Old Dogs – Daddy oder Deal hatte er allerdings immer nur eine kleine und eher unwesentliche Nebenrolle inne. In der Serie Meine Schwester Charlie trat er von 2010 bis 2014 als Bruder von Teddy R. Duncan (gespielt von Bridgit Mendler), PJ Duncan (Jason Dolley) und Charlotte „Charlie“ Duncan (Mia Talerico) in Erscheinung und war dabei in den insgesamt 100 veröffentlichten Folgen im Einsatz. Im Jahr 2010 nahm er im Film Peacock seine erste Sprechrolle an, wobei auch im gleichen Jahr die Serie Meine Schwester Charlie international auf Sendung ging.
2011 verzeichnete Perry einen weiteren Filmauftritt in Sharpay’s fabelhafte Welt sowie einen weiteren Auftritt in Meine Schwester Charlie UNTERWEGS – Der Film, einem Film basierend auf der gleichnamigen Fernsehserie. Für seine Rolle in der Serie wurde Bradley Steven Perry im Jahr 2011 für einen Young Artist Award in der Kategorie „Best Performance in a TV Series (Comedy or Drama) – Supporting Young Actor“ nominiert, konnte sich am Ende allerdings nicht gegen den Gewinner Coy Stewart von Are We There Yet? durchsetzen. Außerdem ist der junge Schauspieler, der in Südkalifornien bei einem lokalen Baseballteam aktiv ist, laufend bei den Werbefilmen von NBC Sunday Night Football als „New England Patriots Boy“ zu sehen. Des Weiteren war er bereits in verschiedenen Printwerbekampagnen im Einsatz und war auch bereits oftmals in Werbespots verschiedener bekannter Marken und Firmen im Einsatz. Weitere Einsätze hatte er auch noch in den Kurzfilmen Melancholy Vincent unter der Regie von Gerad Guzman und Bruised unter der Regie von Megan Scott.
Noch bevor Meine Schwester Charlie eingestellt wurde, erhielt er die Hauptrolle des Kaz in der von Disney XD ausgestrahlten Fernsehserie Mighty Med – Wir heilen Helden. Die Serie feierte im Oktober 2013 ihre Premiere auf dem Sender.

## Filmografie
Filmauftritte
- 200?: Melancholy Vincent
- 200?: Bruised
- 2007: Choose Connor
- 2007: Magnificent Max
- 2009: The Goods – Schnelle Autos, schnelle Deals (The Goods: Live Hard, Sell Hard)
- 2009: Opposite Day
- 2009: Who Shot Mamba?
- 2009: Old Dogs – Daddy oder Deal (Old Dogs)
- 2010: Peacock (Sprechrolle)
- 2011: Sharpay’s fabelhafte Welt (Sharpay’s Fabulous Adventure)
- 2011: Meine Schwester Charlie unterwegs – Der Film (Good Luck Charlie, It’s Christmas!)
- 2015: Jack Parker – Nicht schwindelfrei (Pants on fire)
- 2020: Hubie Halloween

Serienauftritte
- 2008: Without a Trace – Spurlos verschwunden (Without a Trace, 1 Folge)
- 2010–2014: Meine Schwester Charlie (Good Luck Charlie, 100 Episoden)
- 2015: Ich war’s nicht (The Doctor Is In, Episode 2x17)
- 2013–2015: Mighty Med – Wir heilen Helden (Mighty Med)
- 2016: S3 – Gemeinsam stärker (Lab Rats: Elite Force)

## Nominierungen
- 2011: Young Artist Award in der Kategorie „Best Performance in a TV Series (Comedy or Drama) – Supporting Young Actor“ für sein Engagement in Meine Schwester Charlie